# Chiesa di San Giuseppe Calasanzio (Milano)
La chiesa di San Giuseppe Calasanzio è una chiesa parrocchiale di moderna costruzione che si trova a Milano in via Don Carlo Gnocchi, nei pressi di piazzale Axum, nel territorio del Decanato di San Siro.

## Storia e descrizione
Terminata nel 1965 su disegno dell'architetto Carlo Bevilacqua e dell'ingegner Francesco Leone, fu eretta nell'ambito del programma Ventidue chiese per ventidue concili contenuto nel Concilio Vaticano II. La prima pietra della nuova chiesa fu posta nel 1962 proprio dall'allora Arcivescovo di Milano Giovanni Montini, ideatore del piano e futuro Papa Paolo VI.

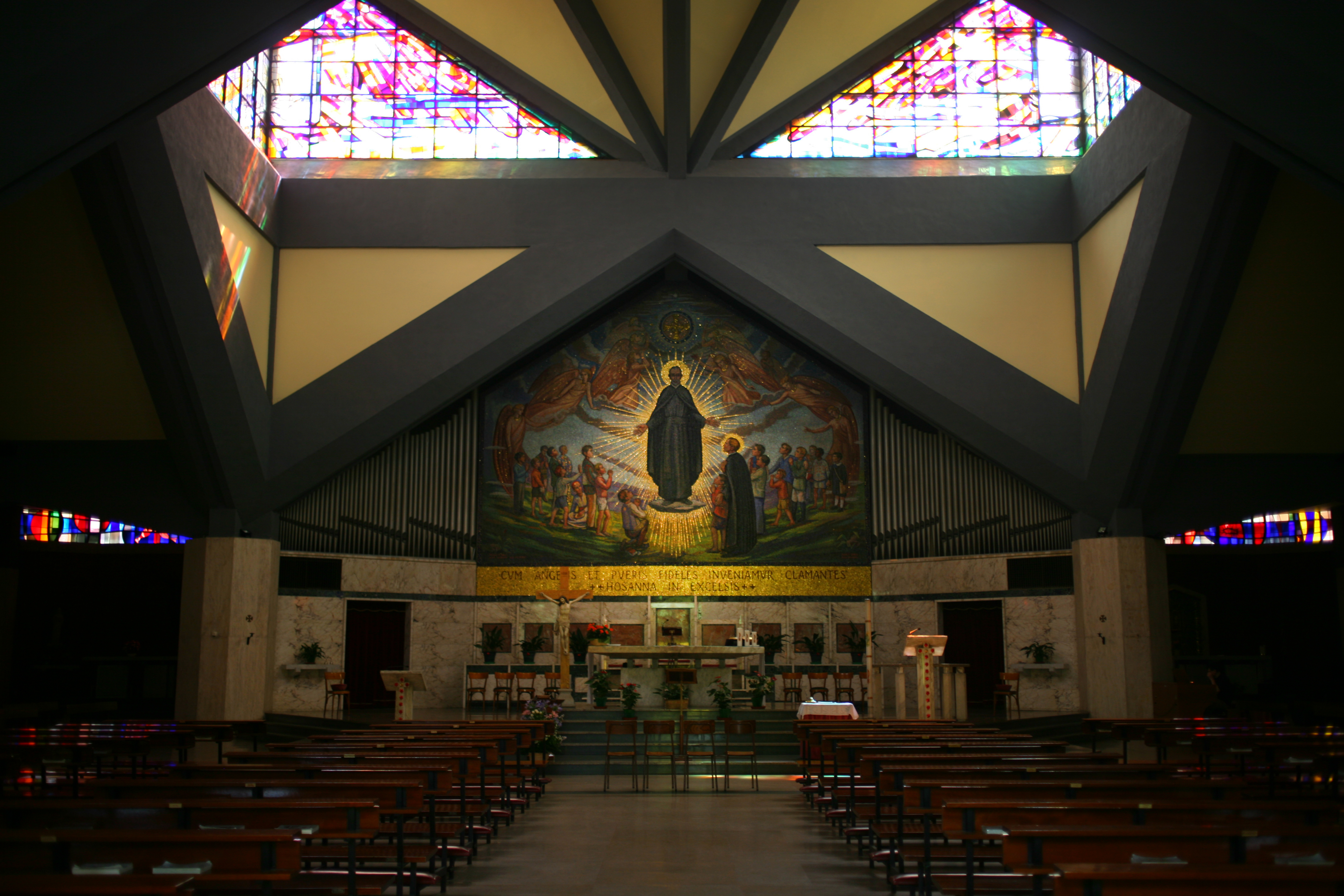
L'interno

La chiesa è dedicata al fondatore dei Chierici regolari poveri della Madre di Dio delle scuole pie o Padri Scolopi San Giuseppe Calasanzio, proclamato Santo nel 1767 da Papa Clemente XIII.
La costruzione è organizzata con pianta a croce con le quattro navate che convergono verso l'altare maggiore, tre delle quali sono occupate dallo spazio dedicato all'assemblea dei fedeli e la quarta alla zona absidale. Nel centro domina l'altare alle spalle del quale, sulla parete di fondo dell'abside, spicca un grande mosaico con San Giuseppe Calasanzio attorniato dai fanciulli e con accanto il Venerabile Glicerio Landriani, pronipote di San Carlo Borromeo e parte dell'ordine degli Scolopi. Il grande mosaico, tutto sulle tonalità oro, fu disegnato da Baccio Maria Bacci e realizzato dal pittore Franco d'Urso. Alle spalle dell'altare due vetrate artistiche sempre di Baccio Maria Bacci decorate con simboli dei quattro Evangelisti; sul perimetro altre vetrate colorate opera di Ernesto Tross contribuiscono all'illuminazione del tempio.